# آدم كوفاخ
آدم ياروسلاف كوفاخ (بالبولندية: Adam Jarosław Kułach)‏ (ولد في 10 يناير 1965 في لوبلينيتس) دبلوماسي بولندا؛ سفير بولندا لدى المملكة العربية السعودية (2004–2010) وسفير الاتحاد الأوروبي لدى المملكة العربية السعودية (2012–2016) وجيبوتي (منذ عام 2016).
وفي عام 1992، انضم إلى وزارة خارجية بولندا. وكان أصغر موظف في مكتب العراق والكويت والمملكة العربية السعودية في إدارة أفريقيا وآسيا وأستراليا وجزر بحر الجنوب. وفي الفترة من 1993 إلى 1999، شغل منصب السكرتير الثاني، ثم سكرتير أول، ثم قنصل في سفارة بولندا في طرابلس. وخلال السنوات الأربع القادمة شغل منصب موظف مسؤول للعراق والسعودية واليمن، ليصل إلى رتبة مستشار بدرجة وزير. وفي عام 2000 أصبح عضوا في الخدمة المدنية البولندية. بين عامي 2004 و2010 شغل منصب سفير جمهورية بولندا لدى المملكة العربية السعودية. منذ عام 2005 معتمد لدى سلطنة عمان، ومنذ عام 2009، الجمهورية اليمنية أيضا. وقد عاد إلى وزارة الخارجية، حيث كان مسؤولاً عن العلاقات مع الدول العربية وإيران كنائب مدير لإدارة أفريقيا والشرق الأوسط؛ ومنذ فبراير 2012 كان مديراً للوزارة. في أغسطس 2011 أصبح أيضا مفوضا للوزير لشمال أفريقيا. من أكتوبر 2012 إلى سبتمبر 2016، كان في المملكة العربية السعودية، وهذه المرة سفيراً للاتحاد الأوروبي، معتمداً أيضاً لدى البحرين والكويت وعمان وقطر، ومنذ عام 2016، لدى منظمة التعاون الإسلامي. وفي عام 2016، تم ترشيحه لسفير الاتحاد الأوروبي في جيبوتي والهيئة الحكومية الدولية المعنية بالتنمية.
وإلى جانب البولندية تحدث كوفاخ الإنجليزية والروسية واللغة العربية والفرنسية.